# Mala Sinha
Alda Sinha, née le 11 novembre 1936 à  Calcutta, connue sous son nom de scène Mala Sinha, est une actrice du cinéma indien qui a travaillé dans des films hindis, bengalis et népalais. 
Commençant sa carrière dans le cinéma régional, elle devient ensuite une actrice du cinéma hindi, à la fin des années 1950, dans les années 1960 et au début des années 1970. Au cours d'une carrière qui s'étend sur quatre décennies, Sinha s'est fait connaître avec les films Assoiffé (1957) de Guru Dutt et Dhool Ka Phool (en) (1959) de Yash Chopra. Plus tard, elle joue dans plus d'une centaine de films, dont Phir Subah Hogi (en) (1958), Hariyali Aur Rasta (en), Anpadh (en), Dil Tera Deewana (en) (tous trois de 1962), Gumrah (en), Bahurani (en) (tous deux en 1963), Jahan Ara (1964), Himalay Ki God Mein (en) (1965), Ankhen (en), Do Kaliyaan (en) (tous deux en 1968) et Maryada (en) (1971). 
Elle est connue comme la « diva audacieuse » et la « porteuse de flambeau du cinéma féminin » pour avoir interprété des rôles forts, centrés sur la femme et non conventionnels dans une série de films considérés comme en avance sur leur temps. Ayant reçu de multiples prix et nominations, elle a reçu, en 2018, le Filmfare Lifetime Achievement Award, récompensant l'ensemble de sa carrière. Sinha a constamment été associée à des rôles aux côtés d'Uttam Kumar, Dev Anand, Dharmendra, Raaj Kumar (en), Rajendra Kumar (en), Biswajit, Kishore Kumar, Manoj Kumar et Rajesh Khanna. 
Elle est l'actrice la mieux payée, de 1958 à 1965, avec Vyjayanthimala et la deuxième avec Vyjayanthimala, de 1966 à 1967, puis elle partage la deuxième place avec Sharmila Tagore de 1968 à 1971, et la troisième place avec Sadhana Shivdasani et Nanda en 1972-1973.